# 554
Năm 554 là một năm trong lịch Julius.